# Бран (Брашов)
Бран (рум. Bran) је насеље и седиште општине Бран у жупанији Брашов у Румунији. Према попису из 2021. у насељу је било 1.596 становника.
Познато је по истоименом средњовековном замку Бран који је заштићен као споменик културе од националног значаја.

## Становништво
| 1992. | 2002. | 2011. | 2021. |
| ----- | ----- | ----- | ----- |
| 1.637 | 1.438 | 1.492 | 1.596 |

Према попису из 2021. у Брану је живело 1.596 становника што је за 104 више (+6,97%) у односу на попис из 2011. када је било 1.492 становника.
Према попису из 2011. већину станоништва чинили су Румуни.
| Етнички састав према попису из 2011.‍ | Етнички састав према попису из 2011.‍ | Етнички састав према попису из 2011.‍ | Етнички састав према попису из 2011.‍ | Етнички састав према попису из 2011.‍ |
| ------------------------------------ | ------------------------------------ | ------------------------------------ | ------------------------------------ | ------------------------------------ |
|                                      |                                      |                                      |                                      |                                      |
| Румуни                               | Румуни                               |                                      | 1.354                                | 90,75%                               |
| Мађари                               | Мађари                               |                                      | 5                                    | 0,34%                                |
| Непознато                            | Непознато                            |                                      | 133                                  | 8,91%                                |

## Историјски споменици
У табели су дати заштићени историјски споменици у Брану. Од националног значаја су комплекс замка Бран и етнографски парк Бран.
| Историјски споменик            | Историјски споменик                                      | Датирање         |
| ------------------------------ | -------------------------------------------------------- | ---------------- |
| Црква Успења Богородице        | Црква Успења Богородице                                  | 1820—1836.       |
| Комплекс замка Бран            | Замак Бран                                               | 1377—1382.       |
| Комплекс замка Бран            | Кућа чаја                                                | почетак 20. века |
| Комплекс замка Бран            | Бунар                                                    | 1377—1382.       |
| Комплекс замка Бран            | Утврђени простор, донжон кула, кула-капија, барутна кула | 1377—1382.       |
| Комплекс замка Бран            | Парк                                                     | почетак 20. века |
| Кућа принцезе Иљане            | Кућа принцезе Иљане                                      | 1947.            |
| Комплекс царинарнице           | Царинарница Бран                                         | 18. век          |
| Комплекс царинарнице           | Средњовековно двориште (фрагменти)                       | 16—17. век       |
| Комплекс царинарнице           | Капела Срце краљице Марије                               | 1947.            |
| Етнографски парк Бран          | Етнографски парк Бран                                    | 1950—1975.       |
| Биста генерала Трајана Мошојуа | Биста генерала Трајана Мошојуа                           | 1927.            |

## Галерија
- Замак Бран
- Унутрашње двориште
- Поглед из замка на Бран
- Црква Успења Богородице
- Парк са бистом Трајана Мошојуа
- Капела Срце краљице Марије
- Сеоски музеј
- Царинарница
- Бунар у замку
- Кућа чаја